# Municipio de Washington (condado de Delaware, Ohio)
El municipio de Washington (en inglés: Washington Township) es un municipio ubicado en el condado de Delaware en el estado estadounidense de Ohio. En el año 2010 tenía una población de 4018 habitantes y una densidad poblacional de 800,08 personas por km².

## Geografía
El municipio de Washington se encuentra ubicado en las coordenadas 40°8′55″N 83°8′41″O / 40.14861, -83.14472. Según la Oficina del Censo de los Estados Unidos, el municipio tiene una superficie total de 5.02 km², de la cual 5.02 km² corresponden a tierra firme y (0.05%) 0 km² es agua.

## Demografía
Según el censo de 2010, había 4018 personas residiendo en el municipio de Washington. La densidad de población era de 800,08 hab./km². De los 4018 habitantes, el municipio de Washington estaba compuesto por el 93.58% blancos, el 1.37% eran afroamericanos, el 0.02% eran amerindios, el 3.31% eran asiáticos, el 0.05% eran isleños del Pacífico, el 0.15% eran de otras razas y el 1.52% pertenecían a dos o más razas. Del total de la población el 0.75% eran hispanos o latinos de cualquier raza.